# Сага о Магнусе Голоногом
«Сага о Магнусе Голоногом» (исл. Magnúss saga berfætts) — произведение средневековой исландской литературы, созданное в XIII веке. Одна из «королевских саг», вошедших в сборник «Круг Земной», который традиционно приписывают Снорри Стурлусону. Рассказывает об Магнусе Голоногом, правившем Норвегией в 1093—1103 годах. Этот конунг начал завоевательные войны на Британских островах и погиб в Ольстере.
Автор саги использовал в своей работе более ранние произведения того же жанра — «Красивую кожу», «Обзор саг о норвежских конунгах». Кроме того, его источниками были скальдические стихи, которые он вставлял в текст. Снорри изображает Магнуса как носителя всех обязательных для правителя качеств: это человек с красивой и величественной наружностью, храбрый, воинственный и властный.